# Numathriambus biflagellata
Numathriambus biflagellata är en insektsart som beskrevs av Asche 1988. Numathriambus biflagellata ingår i släktet Numathriambus och familjen sporrstritar. Inga underarter finns listade i Catalogue of Life.